# طافيات (ده كردي)
طافیات (بالفارسية: طافیات) هي مستوطنة تقع في إيران في البلدة المركزية.